# Garant (uitgeverij)
Garant is een Belgische wetenschappelijke en educatieve uitgeverij, gevestigd te Antwerpen. Ze richtte zich vanaf de oprichting vooral op het segment van wetenschappelijke boeken, studieboeken en schooluitgaven, naast boeken voor een breed publiek. Goed vertegenwoordigde domeinen zijn onder meer psychologie, pedagogie (onderwijskunde), filosofie en geneeskunde.
Verder worden vaak onderzoeksrapporten of doctoraatsthesissen in boekvorm bij Garant uitgegeven. De meeste auteurs die hun weg naar uitgeverij Garant vinden, zijn dan ook werkzaam aan universiteiten of hogescholen.

## Achtergrond
Garant werd in 1990 in Leuven opgericht door Huug Van Gompel, die voordien werkzaam was bij Uitgeverij Acco. Uitgeverij Maklu nam vanaf het begin de helft van de aandelen in handen, wat verspreiding in Nederland garandeerde. Huug Van Gompel heeft op 31 december 2017 zijn functie als bestuurder / algemeen directeur van Garant-Uitgevers neergelegd. Op 1 februari 2018 heeft hij, samen met voormalig Maklu-uitgever Stephan Svacina de nieuwe uitgeverij Gompel&Svacina opgericht, met vooral publicaties voor studie, wetenschap en professionals.

## Tijdschriften
Naast veel boeken, geeft Garant een aantal tijdschriften uit:

### Huidige tijdschriften
- Geschiedenis der Geneeskunde
- Gids op Maatschappelijk Gebied
- Kleio
- Ruimte en Maatschappij
- School- en klaspraktijk

### Voormalige tijdschriften
- Kolor
- Kwartaalschrift Economie (tot 2011)